# Cyclocephala fankhaeneli
Cyclocephala fankhaeneli är en skalbaggsart som beskrevs av S. Endrödi 1964. Cyclocephala fankhaeneli ingår i släktet Cyclocephala och familjen Dynastidae. Inga underarter finns listade i Catalogue of Life.